# Vasilisa Bardina
Vasilisa Aleksejevna Bardina (russisk: Василиса Алексеевна Бардина født 30. november 1987 i Moskva, Sovjetunionen) er en kvindelig professionel tennisspiller fra Rusland. 
Vasilisa Bardina højeste rangering på WTA single rangliste var som nummer 48, hvilket hun opnåede 15. januar 2007. I double er den bedste placering nummer 117, hvilket blev opnået 25. juni 2007. 